# والبو
شهر والبو (به سوئدی: Valbo) در ناحیه شهری یوله در کشور سوئد واقع شده‌است. جمعیت این شهر ۸۴۸٫۶۶  نفر است.